# Xanthopimpla atriclunis
Xanthopimpla atriclunis là một loài tò vò trong họ Ichneumonidae.